# Первая турецко-египетская война
Первая турецко-египетская война или Турецко-египетская война 1831—1833 годов — война между Османской империей и Османским Египтом. В войне также приняла косвенное участие Российская империя.

## Предпосылки войны
При правлении паши Мухаммеда Али Египет стал уже фактически независимым от Османской империи государством.
Это не нравилось султану и его правительству.
Ещё в 1813 году во время войны Египта с ваххабитами Аравии Стамбул пытался заменить Мухаммеда Али на более лояльную фигуру. Султан издал фирман, в котором назначал наместником Египта одного из приближённых Мухаммеда — Латхив-пашу. Эта попытка закончилась провалом: Латхив-паша был схвачен и обезглавлен в декабре 1813 года.
Египет оказал поддержку Османской империи в войне Греции за независимость. За это Мухаммед Али попросил у турецкого султана Махмуда II ряд земель. Он получил в 1822 году в управление Крит, а в 1824 году Морейский пашалык для сына Ибрагима и посулы на Сирию. Это объяснялось желанием избежать двойного командования и стремлением покрыть расходы, связанные с отправкой солдат в регион. Султан уступил требованиям Мухаммеда Али.
Но вмешательство египтян под командованием Ибрагима не принесло пользы туркам. В результате Наваринского сражения 1827 года турецко-египетский флот был разбит флотами Англии, России и Франции. А в 1829 году Османская империя вынуждена была признать автономию Греции, а потом и независимость. Пользуясь ослаблением Стамбула, многие местные правители постарались расширить свои права. В числе их были Хусейн Градашчевич в Боснии, Мустафа Решит Паша в Шкодринском пашалыке, Дауд-паша в Ираке, Абдалла, паша Акрский в Сирии, Тимур-паша Ванский.
В качестве компенсации за потерянную Морею Мухаммед Али потребовал у османов Сирию, которую ему также сулил Стамбул. Мухаммед Али обещал султану Махмуду II заплатить России всю положенную по Адрианопольскому миру контрибуцию.
Однако султан вместо этого предложил ему стать губернатором Крита. Но Мухаммед Али уже много лет распоряжался на острове и знал, что поддержание порядка на этом острове, разорённом войной и лишившемся значительной части греческого населения, не приносит дохода и может истощить его финансы. В ответ на жалобу, отправленную Мухаммедом Али в Стамбул, султан Махмуд II ответил, что египетский паша уже полтора года не платит налоги. Мухаммед Али возразил, что во время войны с греками он ради блага султана потерял 30 000 человек и 20 миллионов франков и, обидевшись на неблагодарность Махмуда II, отказался платить налоги.

## Ход войны

### Конфликт Мухаммеда-Али и Абдалла-паши
Мухаммед Али отклонил предложение султана и решил забрать Сирию сам. Этому благоприятствовала как нестабильность в Османской империи в целом, так и в Сирийском эйялате в частности. Правитель Акры Абдалла-паша не только пытался захватить всю Сирию целиком (пытаясь сместить Дервиш-пашу Дамасского и иных правителей), но и сотрудничал во время войны с восставшими греками. В 1831 году Абдалла-паша склонил ряд жителей Дамаска к мятежу и убийству их нового правителя Селим-паши..
Мухаммед Али посчитал это удобным моментом, чтобы укрепиться в регионе. Он потребовал от Абдаллы-паши вернуть бежавших из Египта крестьян и заплатить компенсацию. Абдалла паша, нашедший поддержку у визиря Мехмеда-Хюсрев-паши (имевшего давнюю вражду с Мухаммедом Али), отказался.
Несмотря на потерю 5000 человек от холеры ещё до того, как армия покинула Египет, в октябре 1831 года сын Мухаммеда Али Ибрагим-паша собрал войска и направился в Сирию.
Его войско, по оценке Военной энциклопедии Сытина, состояло из 16,5 тысяч пехоты и 3,5 тысячи конницы (иначе 5 пехотных полков пехоты, 4 полков кавалерии, 68 орудий, 1 сапёрного батальона, 1 обозного батальона и 1200 бедуинов). Э. Лависс и А. Рамбо пишут, что у Ибрагима было 30 тысяч солдат, 50 полевых орудий и 19 мортир. Базили говорит о 9 тысячах регулярной конницы, двух батареях полевой артиллерии и тысяче бедуинов, перешедших Синайскую пустыню и о 7-тысячном десанте с осадной артиллерией, переброшенном на 40 судах (7 фрегатах и 33 прочих), высадившемся в Сирии. Новичев А. Д. пишет о том, что в операции было задействовано 40 судов (23 военных и 17 транспортных) и 20-25 тысячная армия египтян.
2 ноября основные части выступили против Абдаллаха, а 8 ноября десант египтян во главе с Ибрагимом успешно высадился около Яффы и без сопротивления занял город. Вторая армия, перейдя Синайскую пустыню, заняла Газу. В ноябре 1831 обе армии, пользуясь тем, что войска противника или переходят на сторону египтян или разбегаются, объединились в Хайфе и начали наступать на Акру. Абдалла-паша, имевший в своём распоряжении 6 000 воинов и 400 орудий, был убеждён, что египетское войско подобно Наполеону не сможет взять крепость.
Ибрагим, оставив часть армии для осады Акры, с остальной двинулся на север. Ещё до начала осады Абдалла-паша отправил гонцов за помощью к ливанскому эмиру Баширу II и в Стамбул. Ибрагим также потребовал помощи от Башира. Ливанский эмир, поняв, что скорой помощи Абдалла из Стамбула не дождётся, после долгих колебаний склонился на сторону египтян.
Войска Ибрагима заняли города Сур, Сайду, Бейрут и Тараблюс. После подчинения горских племен Палестины Ибрагим занял Иерусалим, освободив христианское и иудейское духовенство от налогов.
Не имея сил непосредственно вмешаться в конфликт, Стамбул попробовал действовать дипломатией и 1 декабря 1831 года потребовал передать спор между Мухаммедом Али и Абдулла-пашой на суд султана Махмуда II. Египетские войска должны были покинуть регион, а Абдулла-паше запрещалось вмешиваться в египетские дела. Потребовав это, Стамбул направил Мустафу Назыф Эфенди к Мухаммеду Али для переговоров. Египетский паша под предлогом карантина продержал того в карантине месяц. Уклоняясь от встречи, Мухаммед посылал подкрепления сыну Ибрагиму (40 тысяч), чьё войско страдало от холеры, но осаждало Акру. Держа посла в карантине, Мухаммед Али продолжал переписку со Стамбулом, напоминая о своих заслугах и прося отдать ему Аккский и Дамасский пашалыки.
В декабре султан назначил ряд новых пашей в эялеты Ближнего Востока: Мехмет-паша в Халеб (Алеппо), Али-паша в Дамаск, Осман-паша в Триполи. Сверх того, Мехмет-паша назначался сераскиром аравийским, в помощь которому паши Кайсери, Коньи, Мараша, Сиваса, Аданы должны были предоставить свои войска.
В январе 1832 года войскам, осаждавшим Акру, удалось нанести сильный урон её артиллерии и даже пробить брешь, но попытка штурма была неудачной и египетский флот вернулся в Александрию. В такой ситуации Мухаммед Али вынужден был принять Мустафу Назыф Эфенди, но соглашения достичь не удалось: стороны продолжали стоять на своём. В марте Махмуд II, решив, что переговорами нельзя изгнать египтян, издал фетву: Мухаммед Али и Ибрагим объявлялись изменниками и предавались анафеме. Ага Хусейн-паша назначался пашой Египта, Крита и Джидды и командиром армии. Эта армия, соединившись в Алеппо с войсками Мехмет-паши, должна была изгнать Мухаммеда Али. 12 апреля 1832 года армия выступила из Скутари

### Соотношение сил
| Турецкая сторона По оценке Н. Н. Муравьёва-Карского, в мае 1831 года турецкая регулярная армия состояла из: - 15 пехотных полков (то есть 4 батальонов), составлявших 45 тысяч человек. - 9 конных полков, равных 4 980 человек - 4 рот артиллерии - «гвардейские» части Турецкий флот был сильнее египетского и имел 10 линейных кораблей В 1832 году против египтян была направлена 60-тысячная армия Ага Хусейн-паши, имевшая 160 пушек (Муравьев-Карский уточняет, что войска составляли 57 тысяч (в том числе 28 тысяч регулярных), а 3 тысячи — это рабочие), до Коньи дошло 40 тысяч Кроме неё имелись 10-тысячная армия Османа-паши Триполитанского и армия Мехмет-паши Халебского. Флот Халиль-паши насчитывал в 1832 году 29 судов: - два 3-палубных - четыре 2-палубных - один пароход - семь фрегатов - десять корветов 26-пушечных - четыре брига - один тендер Также в постройке находилось 4 линейных корабля и 10 фрегатов. |  | Египетская сторона По оценке Родригеса А. М., на 1830 год египетская армия насчитывала 150 тысяч человек, а флот состоял из 32 кораблей По оценке Н. Н. Муравьёва-Карского, в 1831 году египетская армия состояла из ок. 70 тысяч человек: - 15 регулярных пехотных полков - 1 гвардейского полка пехоты - 8 регулярных шести-эскадронных полков кавалерии (в каждом по 133 человека) - 3 батальона артиллерии (по 800 человек в каждом) - 3 пионерных батальона Египетский флот состоял из 23 кораблей: - одного 140-пушечного корабля - трёх 100-пушечных - одного 74-пушечного - шести 60-пушечных фрегатов - четырёх 22-пушечных корветов - четырёх бригов - четырёх шхун Кроме того, на верфях находились 3 корабля (140-пушечный «Акра», 100-пушечный «Гомес» и 90-пушечный «Бейлан»). По оценке Н. Н. Муравьёва-Карского, в 1832 году египетская армия, воевавшая в Сирии, состояла из 32 тысяч регулярных войск и 4 или 5 тысяч бедуинов. В 1832 году египетский флот состоял из 17 судов: - четырёх линейных кораблей - семи фрегатов - четырёх корветов - двух бригов |

### Вмешательство Стамбула и турецко-египетская война
В ответ на фетву султана в ряде районов, занятых египетскими войсками (в Тараблюсе и Ливане) вспыхнули восстания, но они были подавлены Ибрагимом.
В марте 1832 года египтянам удалось разрушить башню, защищавшую главные ворота Акры, и они предприняли новый штурм. Обе стороны понесли большие потери (египтяне 1200 человек), но крепость устояла.
Осман-паша, назначенный наместником в Триполи, пользуясь тем, что египтяне заняты осадой Акры, попытался утвердиться в Триполи. Он подошёл к городу, где находился гарнизон из 2 тысяч египтян и 2 тысяч берберов во главе с Мустафой. Ибрагим-паша, поручив осаду Акры своему генералу во главе 8/10-тысячного войска, неожиданно напал на Османа, обратил его в бегство и затем, преследуя того, двинулся к Хомсу. Но тут он наткнулся на разделённое на три отряда войско Мехмет-паши Халебского. Теперь турки вынудили египтян отступить и преследовали их до селения Хан-Кассыр. Вступив в столкновение с тремя турецкими пашами, Ибрагим с потерями вынужден был отступить к Баальбеку. Там к нему присоединился племянник Аббас-паша во главе отряда из 800 человек.
Абдалла-паша, пользуясь тем, что часть осаждавшей армии во главе с Ибрагимом удалилась, предпринял успешную вылазку: пленив часть артиллерии, уничтожив подкопы и убив часть осаждающих. Ибрагим, получив подкрепление с Крита и пользуясь нерешительностью турок, оставил Аббаса во главе 15 тысяч человек в качестве прикрытия у Баальбека, вернулся в апреле к Акре и возобновил её осаду. Собрав вблизи Акры 10 тысяч, он взял её приступом 27 мая 1832 года.
Заняв Акру, Ибрагим отправил Абдалла-пашу пленником в Египет, вновь попросив султана передать Сирию. И, получив отказ, 8 июня 1832 года направился к Дамаску и Алеппо.. Али-паша Дамасский смог выставить против египтян лишь несколько лёгких отрядов, не оказавших сопротивления, и отступил в Хомс. 15 июня Ибрагим взял Дамаск и во главе 18-тысячной армии направился к Хомсу.
8 июля 1832 года под Хомсом произошло столкновение между армией Ибрагима и турецким авангардом, возглавляемым Мехмет-пашой, Бекир-пашой и Скендер-пашой. Египтяне разбили турок и заняли Хомс. Хуссейн-паша, узнав о поражении авангарда, попытался укрыться в Алеппо, но жители города не пустили его. И тогда турецкая армия попыталась укрепиться в Бейланском ущелье. Ибрагим, заняв Алеппо, через три дня подошел к ущелью и 29 июля 1832 года нанёс туркам поражение. Остатки турецкого войска бежали к Конье. Потери турок по оценке Военной энциклопедии Сытина составили 2,5 тысячи убитых и раненых и 5 тысяч пленных, по оценке Муравьева-Карского 1,9 тысяч убитых и 15 тысяч пленных.
Вся Сирия была покорена. Получив подкрепление из Египта, Ибрагим-паша продолжал наступление, и в середине декабря встретился с войском сераскира Решид Мехмед-паши у Коньи. Несмотря на громадное превосходство турецкой армии (56.000 солдат против 15.000 солдат), Ибрагим-паша разбил наголову и взял в плен Решид Мехмед-пашу с 9 тысячами человек. Малая Азия была завоёвана; флот Ибрагим-паши, отрезав турецкие суда, приближался к Босфору, и сам победитель находился в шести днях пути от Константинополя.

### Вмешательство великих держав
Ибрагиму, возможно, и удалось бы занять столицу султана, если бы не приказ Мухаммеда Али остановиться и ждать подкреплений, давший время российскому императору Николаю I послать на помощь Османской империи флот и корпус войск. В апреле 1833 года русские войска создали плацдарм к северу от Стамбула. При посредничестве великих держав начались переговоры и по Кютахийскому миру (4 мая 1833 года) Мухаммед Али стал наместником Сирии и Аданы. В июле был подписан Ункяр-Искелесийский договор между Российской и Османской империями, обязавший два государства приходить друг другу на помощь в случае войны.

## Итоги войны
Уступки, на которые пришлось пойти ради мира, вызвали у султана Махмуда II негодование. Мухаммед Али тоже был неудовлетворён: от Египта по-прежнему ожидали ежегодных переводов средств в центральную казну Османской империи, при том, что владение сирийскими территориями оказалось куда менее выгодным делом, чем это представлялось изначально, так как местное население оказывало сопротивление администрации Ибрагим-паши. В итоге Мухаммед Али решил провозгласить независимость Египта, что привело ко второй турецко-египетской войне.